# Lora cancellata
Lora cancellata är en snäckart. Lora cancellata ingår i släktet Lora och familjen Turridae. Inga underarter finns listade i Catalogue of Life.